# Кацурао
Кацурао (яп. 葛尾村 Кацурао-мура) — село в Японии, находящееся в уезде Футаба префектуры Фукусима. Площадь села составляет 84,27 км², население — 327 человек (1 февраля 2021 года), плотность населения — 3,9 
Хотя Кацурао избежал значительного ущерба от землетрясения и цунами 11 марта 2011 года, он был расположен с подветренной стороны от аварии на АЭС Фукусима I и впоследствии село было эвакуировано. По состоянию на 2019 год село на 90% пригодно для возвращения жителей (за исключением небольшого «труднодоступного района» на северо-востоке). Эстафета олимпийского огня летних Олимпийских игр 2020 пройдёт через село Кацурао.

## Географическое положение
Село расположено на острове Хонсю в префектуре Фукусима региона Тохоку. С ним граничат города Тамура, Нихоммацу и посёлок Намиэ.

## Население
Население села составляет 1457 человек (1 августа 2014), а плотность — 17,30 чел./км². Изменение численности населения с 1980 по 2005 годы:
| 1980 | 1992 чел. |  |
| 1985 | 2012 чел. |  |
| 1990 | 1866 чел. |  |
| 1995 | 1831 чел. |  |
| 2000 | 1736 чел. |  |
| 2005 | 1625 чел. |  |

## Символика
Деревом села считается сосна густоцветная, цветком — рододендрон, птицей — Phasianus versicolor.